# Super League 2002
La Super League de 2002 fue la 108.ª temporada del rugby league de Inglaterra y la séptima edición con la denominación de Super League, es el torneo de rugby league más importante de Inglaterra.

## Formato
Los equipos se enfrentaron en formato de todos contra todos, los primeros seis clasificados disputaron la postemporada, mientras que el último clasificado desciende a segunda división.
Se otorgaron 2 puntos por cada victoria, 1 por el empate y 0 por la derrota.

## Desarrollo

### Tabla de posiciones
| Pos. | Equipo                     | Encuentros | Encuentros | Encuentros | Encuentros | Tantos | Tantos | Tantos | Puntos |
| Pos. | Equipo                     | PJ         | PG         | PE         | PP         | F      | C      | Dif.   | Puntos |
| ---- | -------------------------- | ---------- | ---------- | ---------- | ---------- | ------ | ------ | ------ | ------ |
| 1    | St Helens RFC              | 28         | 23         | 0          | 5          | 927    | 522    | +405   | 46     |
| 2    | Bradford Bulls             | 28         | 23         | 0          | 5          | 910    | 519    | +391   | 46     |
| 3    | Wigan Warriors             | 28         | 19         | 1          | 8          | 817    | 475    | +342   | 39     |
| 4    | Leeds Rhinos               | 28         | 17         | 0          | 11         | 865    | 700    | +165   | 34     |
| 5    | Hull FC                    | 28         | 16         | 0          | 12         | 742    | 674    | +68    | 32     |
| 6    | Castleford Tigers          | 28         | 14         | 2          | 12         | 736    | 615    | +121   | 30     |
| 7    | Widnes Vikings             | 28         | 14         | 1          | 13         | 590    | 716    | −126   | 29     |
| 8    | London Broncos             | 28         | 13         | 1          | 14         | 661    | 635    | +26    | 27     |
| 9    | Halifax Blue Sox           | 28         | 8          | 0          | 20         | 558    | 856    | −298   | 16     |
| 10   | Warrington Wolves          | 28         | 7          | 0          | 21         | 483    | 878    | −395   | 14     |
| 11   | Wakefield Trinity Wildcats | 28         | 5          | 2          | 21         | 566    | 899    | −333   | 12     |
| 12   | Salford City Reds          | 28         | 5          | 1          | 22         | 490    | 856    | −366   | 11     |

|  | Clasificados a postemporada.  |
|  | Desciende a Segunda división. |

### Postemporada

#### Fase Preliminar
| 27 de septiembre | Leeds Rhinos | 36 - 22 | Hull FC |  |  |

| 28 de septiembre | Wigan Warriors | 26 - 14 | Castleford Tigers |  |  |

#### Finales de eliminación
| 4 de octubre | Wigan Warriors | 41 - 18 | Leeds Rhinos |  |  |

#### Finales de clasificación
| 5 de octubre | St Helens RFC | 26 - 28 | Bradford Bulls |  |  |

#### Semifinal
| 11 de octubre | St Helens RFC | 24 - 8 | Wigan Warriors |  |  |

#### Final
| 19 de octubre | Bradford Bulls | 18 - 19 | St Helens RFC | Old Trafford, Mánchester        |  |
|               |                |         |               | Asistencia: 61.138 espectadores |  |

| Bandera de Inglaterra |
| Campeón St Helens RFC |
| Décimo primer título  |